# Scydmaenus hellwigii
Scydmaenus hellwigii är en skalbaggsart som först beskrevs av Herbst 1792.  Scydmaenus hellwigii ingår i släktet Scydmaenus, och familjen glattbaggar. Arten är reproducerande i Sverige.